# Radonice (zámek)
Zámek Radonice stojí na severní straně náměstí v Radonicích v okrese Chomutov. V jeho budově sídlí obecní úřad. Od roku 1963 je chráněn jako kulturní památka.

## Historie
Zakladatelem radonického zámku byl hraběcí rod Losyů z Losinthalu, kteří sídlili na zámku v sousedním Vintířově. Roku 1717 rozhodli o jeho přestavbě, ale když byla v roce 1720 větší část původní budovy zbořena, zemřel majitel panství Jan Adam Losy z Losynthalu a přestavba byla odložena. Potřeba nového sídla však jeho potomky přiměla postavit nový zámek v Radonicích, do kterého se nastěhovali roku 1725. Součástí barokního zámku byla také jízdárna a stáje. Losové na zámku žili až do roku 1785, kdy zdejší panství koupil rod Windischgrätzů. Ti v roce 1816 zámek prodali za 20 000 zlatých radonické městské radě, která v prvním patře zřídila kanceláře a společenský sál. V přízemí vznikl hostinec a hostinské pokoje v podkroví. Požár města v roce 1842 zničil také jízdárnu a stáje, které již nebyly obnoveny.

## Stavební podoba
Zámecká budova stojí na téměř čtvercovém půdorysu. Její průčelí, které směřuje do náměstí, má šest okenních os a vstupní portál s kamenným ostěním a městským znakem na vrcholu. Za portálem začíná chodba zaklenutá křížovou klenbou, ze které odbočuje schodiště do prvního patra. Křížovou klenbou jsou zaklenuté i ostatní přízemní místnosti.